# Locus coeruleus

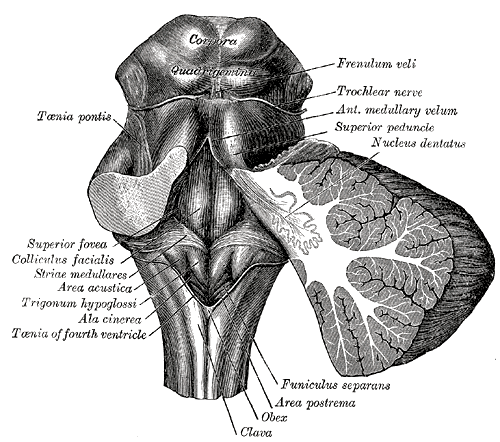
Bild på hjärnstammen, locus coeruleus är inte markerat på bilden, men ligger precis lateralt om området markerat som "colliculus facialis", till vänster i mitten av bilden.

Locus coeruleus är en kärna i hjärnstammen (mer specifikt i ett område nära pons) som har flera viktiga funktioner relaterade till homeostas. Det är ett område i hjärnan som står för merparten av centrala nervsystemets noradrenalin-syntes. Den är ett speciellt viktigt område i forskningen kring post-traumatiskt stressyndrom, som är ett kroniskt tillstånd av överdriven oro och sårbarhet för stress. Områden är involverat i bland annat:
- Vakenhet och sömnrytm
- Uppmärksamhet och minne
- Reglering av smärtupplevelser
- Beteendemässig flexibilitet och impulskontroll
- Stress
- Andra känslor

Området är implicerat vid flertalet psykiatriska sjukdomstillstånd, bland annat depression, PTSD, ADHD, narkolepsi och ångestsjukdomar.

## Funktion
Locus coeruleus är centrala nervsystemets utgångspunkt för nervceller som producerar noradrenalin, härifrån går noradrenerga banor som framför allt har exciterande effekt på mottagande neuron, det vill säga ökar mottagarneuronens aktivitet. Området projicerar bland annat till:
- Ryggmärg
- Hjärnstam
- Cerebellum
- Hypotalamus - viktig egenskap för upprätthållandet av homeostas
- Kärnor i thalamus
- Amygdala - del
- Basala telencephalon, storhjärnan
- Hjärnbarken, cortex

Området tar i sin tur emot nervbanor från:
- Mediala prefrontalcortex - involverad i reglering av uppmärksamhet
- Nucleus paragigantocellularis - som integrerar autonom stimuli med stimuli från omvärlden
- Nucleus prepositus hypoglossi - involverad i synfunktion
- Hypotalamus - via frisättning av orexin, som hos locus coeruleus har en exciterande funktion och därmed är involverat i vakenhetsregleringen

## Övrigt
Namnet betyder "den mörkblåa fläcken" på latin, efter den blåfärgade ton som noradrenalinproducerande celler får på grund av sitt höga innehåll av melanin. Den korrekta latinska stavningen är "caeruleus", men "coeruleus" är en vanligare stavningsform. I amerikansk litteratur används även stavningen "ceruleus".